# 瓦普勒
瓦普勒（法語：Voipreux，法語發音：[vwapʁø]）是法国马恩省的一个旧市镇，位于该省中部，属于香槟沙隆区。2018年1月1日，瓦普勒和相邻的另外3个市镇合并为新市镇布朗科托（Blancs-Coteaux）。

## 地理
瓦普勒（48°54'31"N, 4°2'25"E）面积4.32 平方千米，位于法国大東部大區马恩省，该省份为法国东北部内陆省份，北起阿登省，西北接埃纳省，西南接塞纳-马恩省，南至奥布省，东南接上马恩省，东临默兹省。
与瓦普勒接壤的市镇（或旧市镇、城区）包括：新城-雷讷维尔-舍维尼、特雷孔、韦尔蒂。

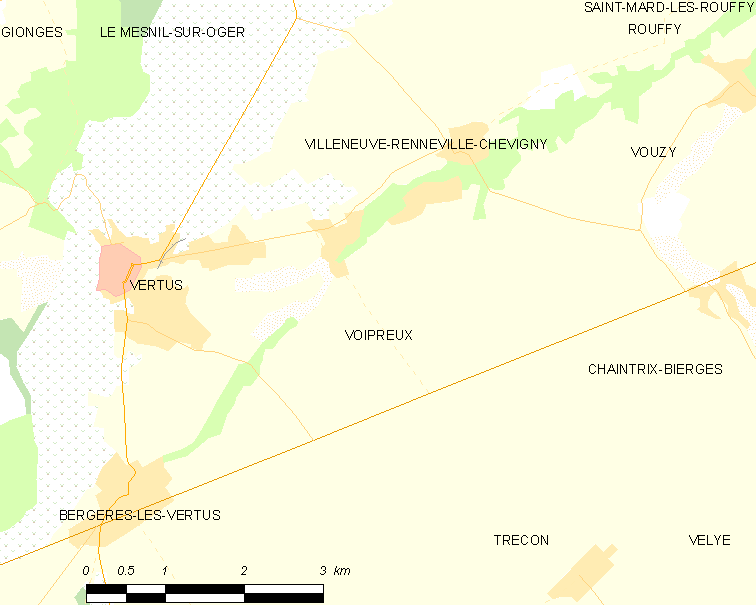
瓦普勒的OSM定位图

瓦普勒的时区为UTC+01:00、UTC+02:00（夏令时）。

## 行政
瓦普勒的邮政编码为51130，INSEE市镇编码为51651。

## 政治
瓦普勒所属的省级选区为韦尔蒂-香槟平原县。

## 人口

1962-2008年间瓦普勒人口变化图示

瓦普勒于2018年1月1日时的人口数量为237人。